# Discografia de Gabriela Rocha
A discografia de Gabriela Rocha, cantora e compositora de música cristã contemporânea. Ela lançou seu primeiro álbum, Jesus, em 2012.

## Álbuns

### Álbuns

#### De estúdio
|  | Faixas do álbum |
|  | --- |
|  | 1. Cuida de Mim 2. Unção de Deus 3. Eu Sou Teu 4. Jesus 5. Não Há Nada Mais Doce 6. Reconhecemos 7. Creio Que Tú És a Cura 8. Morreu na Cruz 9. Nada Além de Tu 10. Estás Comigo 11. Casa do Pai 12. Conversa de Filho |

|  | Faixas do álbum |
|  | --- |
|  | 1. Eu Sou Teu (Rooftops) 2. Meu Lugar 3. Desperta (Wake) 4. Teu Santo Nome 5. Interlúdio 6. Pra Onde Iremos? 7. Creio em Ti (Still Believe) 8. Vou Te Adorar 9. Nossa Canção (feat. Leonardo Gonçalves) 10. A Voz 11. Gratidão |

|  | Faixas do álbum |
|  | --- |
|  | 1. "Eu Sou Teu (Rooftops)" 2. "Nossa Canção" 3. "Pra Onde Iremos?" 4. "Teu Santo Nome" 5. "Desperta (Wake)" 6. "Creio em Ti (Still Believe)" 7. "Meu Lugar" 8. "Gratidão" 9. "A Voz" 10. "Vou Te Adorar" |

|  | Faixas do álbum |
|  | --- |
|  | 1. Bom Bom Pai 2. Vim Para Adorar-Te 3. Meu Respirar 4. Gratidão 5. Não Vou Calar Meus Lábios 6. Bondade de Deus 7. A Benção |

#### Ao vivo
| Faixas do álbum |
| --- |
| CD 1. "Eu Sou Teu (Rooftops)" 2. "Teu Santo Nome" 3. "Nossa Canção" ft. Leonardo Gonçalves 4. "Nada Além de Ti" 5. "Estas Comigo (You Are For Me)" 6. "Creio Em Ti (Still Believe)" ft. Fernandinho 7. "Gratidão" 8. "Me Aproximou" 9. "Atos 2" 10. "Creio que Tu És a Cura (Healer)" 11. "Pra Onde Iremos?" 12. "Meu Salvador" 13. "Desperta (Wake)" DVD 1. "Jesus" 2. "Eu Sou Teu (Rooftops)" 3. "Teu Santo Nome" 4. "Nossa Canção" ft. Leonardo Gonçalves 5. "Nada Além de Ti" 6. "Estas Comigo (You Are For Me)" 7. "Creio Em Ti (Still Believe)" ft. Fernandinho 8. "Gratidão" 9. "Me Aproximou" 10. "Atos 2" 11. "Creio que Tu És a Cura (Healer)" 12. "Pra Onde Iremos?" 13. "Meu Salvador" 14. "Desperta (Wake)" |

| Faixas do álbum |
| --- |
| 1. Lugar Secreto/Pai Nosso 2. A Ele a Glória/Porque Ele Vive 3. Oh, Quão Lindo esse nome é/Só Tú és Santo/Pra Te Adorar 4. Braços do Pai/Em Teus Braços 5. Abraça-me 6. Nada além de Ti/Com muito louvor/Creio que Tu és a cura |

| Faixas do álbum |
| --- |
| Básica 1. És o Amor 2. Me Atraiu 3. Canção do Céu 4. Meu Jesus 5. Uma Hora é Pouco Deluxe 1. És o Amor 2. Me Atraiu 3. Canção do Céu 4. Meu Jesus 5. Uma Hora é Pouco 6. Meu Respirar/Meu Prazer 7. Vida aos Sepulcros |

| Faixas do álbum |
| --- |
| 1. Toda Terra 2. Yahweh 3. Deus Está Aqui (Medley) 4. Estrela da Manhã 5. Agnus Dei 6. Poderoso Deus (Medley) 7. Não Há Lugar Mais Alto 8. Santa Ceia (Medley) |

### Extended plays(EPs)
| Faixas do extended play                   |
| ----------------------------------------- |
| 1. Atos 2 2. Me Aproximou 3. Meu Salvador |

| Faixas do extended play                                                                    |
| ------------------------------------------------------------------------------------------ |
| 1. Lugar Secreto 2. Céu 3. Santo Espírito Vem 4. Meu Coração/Pra Te Adorar 5. Eu Navegarei |

| Faixas do extended play                                                              |
| ------------------------------------------------------------------------------------ |
| 1. Hosana 2. Diz 3. A Ele a Glória 4. Eu e o Rei 5. Estou Seguro 6. Correrei 7. Leão |

| Faixas do extended play |
| --- |
| 1. Espírito, Encha A Minha Vida/Ao Único 2. Nenhuma Condenação Há 3. O Mover do Espírito (Quero que Valorize) 4. Alfa E Ômega/Pra Te Adorar 5. Outro Na Fornalha |

| Faixas do extended play |
| --- |
| 1. Os Sonhos de Deus 2. Senhor Formoso És/Ele é Exaltado 3. Hino da Vitória 4. Águas Purificadoras 5. Essência da Adoração |

#### Álbuns colaborativos

##### Ao vivo
| Álbum | Detalhes |
| --- | --- |
| Irmãos Na Fé (com Elias Dos Santos) | - Lançamento: 2008 - Formatos: CD - Gravadora: Universal Music \| Faixas do álbum \| \| ------------------------------------------------------------------------------------------------------------------------------------------------------------------------------------------------------------------------------------------------- \| \| 1. Ele é Jesus 2. Não Vou Desistir 3. Confie Em Mim 4. Glória E Louvor 5. O Grande Deus (Aliança) 6. Restituição 7. Hino Da Batalha 8. Irmãos Na Fé 9. Por Toda Eternidade 10. Viver Pra Ti Jesus 11. O Chamado de Deus 12. Sou Mais Que Vencedor \| |
| Faixas do álbum | |
| | |
| 1. Ele é Jesus 2. Não Vou Desistir 3. Confie Em Mim 4. Glória E Louvor 5. O Grande Deus (Aliança) 6. Restituição 7. Hino Da Batalha 8. Irmãos Na Fé 9. Por Toda Eternidade 10. Viver Pra Ti Jesus 11. O Chamado de Deus 12. Sou Mais Que Vencedor | |

## Singles

#### Como artista principal
| Ano  | Canção                                             | Melhores posições nas paradas | Certificados | Álbuns                    |
| Ano  | Canção                                             | Spotify                       | Certificados | Álbuns                    |
| ---- | -------------------------------------------------- | ----------------------------- | ------------ | ------------------------- |
| 2016 | "Lugar Secreto"                                    | 187                           |              | Céu                       |
| 2019 | "Hosana" (com Lukas Augustinho)                    | —                             |              | Hosana                    |
| 2019 | "Correrei"                                         | —                             |              | Hosana                    |
| 2019 | "Eu e o Rei" (com Weslei Santos)                   | —                             |              | Hosana                    |
| 2019 | "Estou Seguro"                                     | —                             |              | Hosana                    |
| 2019 | "Leão"                                             | —                             |              | Hosana                    |
| 2019 | "Diz"                                              | —                             |              | Hosana                    |
| 2019 | "A Ele a Glória"                                   | —                             |              | Hosana                    |
| 2020 | "Lugar Secreto (Español)" (com Christine D'Clario) | —                             |              | Adicionado à nenhum álbum |
| 2020 | "Vida aos Sepulcros" (com Elevation Worship)       |                               |              | Adicionado à nenhum álbum |
| 2021 | "Creio Que Tú És a Cura"                           | —                             |              | Adicionado à nenhum álbum |
| 2022 | "Os Sonhos de Deus"                                | —                             |              | Ecoar 2                   |
| 2022 | "Senhor Formoso És/Ele é Exaltado"                 |                               | —            | Ecoar 2                   |
| 2022 | "Hino da Vitória"                                  | —                             |              | Ecoar 2                   |
| 2022 | "Águas Purificadoras"                              | —                             |              | Ecoar 2                   |
| 2022 | "Essência da Adoração" (com David Quinlan)         | —                             |              | Ecoar 2                   |
| 2022 | "Eu Creio"                                         | —                             |              | Adicionado à nenhum álbum |
| 2022 | "Believe For It (com Cece Winans)"                 | —                             |              | Adicionado à nenhum álbum |
| 2023 | "És o Amor"                                        | —                             |              | A Presença                |
| 2023 | "Me Atraiu"                                        | 75                            |              | A Presença                |
| 2023 | "Canção do Céu"(com Jéssica Augusto)               | —                             |              | A Presença                |
| 2023 | "Meu Jesus"                                        | —                             |              | A Presença                |
| 2023 | "Meu Respirar/Meu Prazer"                          | —                             |              | A Presença                |
| 2023 | "Acts 2"                                           | —                             |              | Adicionado à nenhum álbum |
| 2023 | "Me Atraiu (Reimagined)"                           | —                             |              | Adicionado à nenhum álbum |
| 2024 | "Não Há Lugar Mais Alto" (com Miel San Marcos)     | —                             |              | Adicionado à nenhum álbum |
| 2024 | "Toda Terra"                                       | —                             |              | A Igreja                  |
| 2024 | "Yahweh" (com Fernandinho)                         | —                             |              | A Igreja                  |
| 2024 | "Deus Está Aqui (Medley)"                          | —                             |              | A Igreja                  |
| 2024 | "Estrela da Manhã"                                 | —                             |              | A Igreja                  |
| 2024 | "Agnus Dei"                                        | —                             |              | A Igreja                  |
| 2024 | "A Benção"                                         | —                             |              | Pequenos Levitas          |
| 2024 | "Bondade de Deus"                                  | —                             |              | Pequenos Levitas          |
| 2024 | "Não Vou Calar Meu Lábios"                         | —                             |              | Pequenos Levitas          |
| 2024 | "Gratidão"                                         | —                             |              | Pequenos Levitas          |
| 2024 | "Meu Respirar"                                     | —                             |              | Pequenos Levitas          |
| 2024 | "Vim Para Adorar-Te"                               | —                             |              | Pequenos Levitas          |
| 2024 | "Poderoso Deus (Medley)"                           | —                             |              | A Igreja                  |
| 2024 | "Não Há Lugar Mais Alto"                           | —                             |              | A Igreja                  |

#### Como artista convidada
| Ano  | Canção                                                             | Álbum                          | Certificados |
| ---- | ------------------------------------------------------------------ | ------------------------------ | ------------ |
| 2015 | "Pra Onde Iremos Nós" (DJ. Marcelo Araújo part. Gabriela Rocha)    | Gospel Nigth                   |              |
| 2016 | "Ao Único"(Kecia part. Gabriela Rocha)                             | Graças                         |              |
| 2017 | "Em Seu Nome"(André Aquino part. Gabriela Rocha)                   | Em Seu Nome                    |              |
| 2018 | "Me Leva"(Fernandinho part. Gabriela Rocha)                        | Fernandinho Em Casa            |              |
| 2018 | "És Meu Deus" (André e Felipe part. Gabriela Rocha)                | Não adicionado há nenhum álbum |              |
| 2018 | "Ele Vem"(Gabriel Guedes part. Gabriela Rocha)                     | Eterno Presente                |              |
| 2018 | "Me Lembro"(Kemuel part. Gabriela Rocha)                           | Não adicionado há nenhum álbum |              |
| 2018 | "Atos 2"(ALEXANDRE APOSAN part. Gabriela Rocha)                    | Não adicionado há nenhum álbum |              |
| 2019 | "Enche-me" (Isaías Saad part. Gabriela Rocha)                      | Não adicionado há nenhum álbum |              |
| 2019 | "Enche-me" (Júlia Vitória part. Gabriela Rocha)                    | Não adicionado há nenhum álbum |              |
| 2019 | "Deus da Graça" (Bruna Karla part. Gabriela Rocha)                 | Creio                          |              |
| 2019 | "Me Lembro (Ao Vivo)" (Kemuel part. Gabriela Rocha)                | Kemuel Worship:Filhos          |              |
| 2019 | "Santo Espírito" (Diante do Trono part. Gabriela Rocha)            | Outra Vez                      |              |
| 2020 | "Teu Espírito" (Kim Walker-Smith part. Gabriela Rocha)             | Não adicionado há nenhum álbum | Platina      |
| 2020 | "Até te Encontrar" (Rebeca Carvalho e Gabriela Rocha)              | Não adicionado há nenhum álbum |              |
| 2020 | "Seu Nome é Amor" (Kim Walker-Smith e Gabriela Rocha)              | Não adicionado há nenhum álbum | Platina      |
| 2021 | "Não Há Nome Maior" (REVERE part. Gabriel Guedes e Gabriela Rocha) | REVERE: Brasil                 |              |
| 2022 | "Emanuel" (Central 3, Gabriela Maganete e Gabriela Rocha)          | Não adicionado há nenhum álbum |              |
| 2022 | "Vem" (Nívea Soares e Gabriela Rocha)                              | Vem                            |              |
| 2023 | "Altar" (Juliano Son e Gabriela Rocha)                             | Noite de Adoração 2            |              |
| 2023 | "Minha Bênção" (Cassiane e Gabriela Rocha)                         | 40 Anos/O Segredo              |              |
| 2023 | "Tú és Poderoso" (Lukas Augustinho, Gabriela Rocha)                | Não adicionado há nenhum álbum |              |
| 2024 | "Tu Presencia Me Lhamó" (Miel San Marcos e Gabriela Rocha)         | Não adicionado há nenhum álbum |              |
| 2024 | "Único (acústico)" (Fernandinho e Gabriela Rocha)                  | Único (acústico)               |              |
| 2024 | "Sião/Derrama" (Com Lukas Augustinho, Gabriela Rocha)              | Não adicionado há nenhum álbum |              |

### Outras canções
| Ano  | Canção                                                                        | Melhores posições nas paradas | Certificados | Álbuns                                           |
| Ano  | Canção                                                                        | Spotify                       | Certificados | Álbuns                                           |
| ---- | ----------------------------------------------------------------------------- | ----------------------------- | ------------ | ------------------------------------------------ |
| 2015 | "Tú És Real" (DJ PV part. Fernandinho e Gabriela Rocha)                       |                               |              | Som da Liberdade 2.0                             |
| 2015 | "Nada Além de Ti" (Thalles Roberto part. Gabriela Rocha)                      |                               |              | Uma História Escrita pelo Dedo de Deus           |
| 2015 | "Ninguém Explica Deus" (Preto no Branco part. Gabriela Rocha)                 | 173                           | 3× Diamante  | Preto no Branco                                  |
| 2015 | "Nossa Canção" (Preto no Branco part. Gabriela Rocha)                         |                               |              | Preto no Branco                                  |
| 2016 | "O Amor"(Priscila Bueno part. Gabriela Rocha)                                 |                               |              | Teus Passos                                      |
| 2016 | "Jesus Tomou Minhas" (André Aquino part. Gabriela Rocha)                      |                               |              | Nossa Declaração                                 |
| 2017 | "Nada Além de Ti" (Thalles Roberto part. Gabriela Rocha)                      |                               |              | Oração                                           |
| 2024 | "Tú És Real - Decade version" (DJ PV part. Fernandinho e Gabriela Rocha)      |                               |              | Decade                                           |
| 2025 | "ALPHA AND OMEGA / AMEN (TOTAL PRAISE)" (Gather Worship part. Gabriela Rocha) |                               |              | Hear The World That You So Love Sing Back to You |